# Bence Varga
Bence Varga (* 6. Juli 1994) ist ein ungarischer Poolbillardspieler.

## Karriere
2007 gewann Bence Varga mit Bronze im 9-Ball der Schüler seine erste Medaille bei Jugend-Europameisterschaften.
Nachdem er 2010 erstmals an der Herren-EM teilnahm, jedoch nicht über den 65. Platz im 9-Ball und im 10-Ball hinauskam, gelang es ihm im Juni desselben Jahres, durch Finalsiege gegen die Polen Adrian Borowiec und Wojciech Szewczyk Schüler-Europameister im 9-Ball und im 10-Ball zu werden.
Bei der Herren-EM 2011 erreichte Varga den 33. Platz im 9-Ball sowie den 65. Platz im 8-Ball und im 10-Ball.
Bei den Junioren wurde er 2011 im Finale gegen Marc Bijsterbosch Europameister im 14/1 endlos und mit der polnischen Mannschaft Vize-Europameister.
Bei der Junioren-Weltmeisterschaft im September 2011 wurde Varga Dritter.
2012 gewann er mit Bronze im 8-Ball seine letzte Medaille bei Jugend-Europameisterschaften.
Mit dem PBC Billardtempel Linz wurde Varga 2013 Österreichischer Meister.
2010 nahm der damals 15-jährige Bence Varga mit der ungarischen Mannschaft an der Team-WM teil, bei der diese in der Vorrunde ausschied.